# Bingo Airways
Bingo Airways was een Poolse charterluchtvaartmaatschappij. Ze werd in 2011 opgericht door een groep Poolse luchtvaartprofessionals onder leiding van Marek Sidor, voormalig vicepresident van LOT Polish Airlines en CEO van Eurolot. Bingo Airways zou eind april 2012 starten, maar dit werd mei 2012. Het hoofdkwartier was gevestigd in Warschau. 
De maatschappij voerde vluchten uit vanaf Warschau, Katowice, Poznań, Krakau, Wroclaw en Gdańsk. Ze hadden een partnership met de grootste Poolse touroperator, ITAKA. Door dit contract kwamen Fuerteventura, Dubrovnik en Palermo als nieuwe bestemmingen erbij.

## Vloot
| Bingo Airways vloot | Bingo Airways vloot | Bingo Airways vloot | Bingo Airways vloot | Bingo Airways vloot | Bingo Airways vloot | Bingo Airways vloot | Bingo Airways vloot |
| Toestel             | Totaal              | Bestellingen        | Passagiers          | Leeftijd            | Geleverd            | Opmerkingen         | Registratie         |
| ------------------- | ------------------- | ------------------- | ------------------- | ------------------- | ------------------- | ------------------- | ------------------- |
| Airbus A320-233     | 1                   | 0                   | 180                 | 9,9                 | 13-05-2012          | Oud TC-IZA Izair    | SP-ABK              |
| Airbus A320-232     | 1                   | 0                   | 180                 | 11,5                | 28-05-2013          | Leased from MCAP*   | SP-ADK              |
| Airbus A320-214     | 1                   | 0                   | 180                 | 12,2                | 17-06-2013          | Leased from MCAP    | SP-AEK              |
| Airbus A320-232     | 1                   | 0                   | 180                 | 8,1                 | 03-11-2013          | Leased from ALC     | SP-ACK              |

- Mitsubishi Corporation Aircraft Partners[3]

## Bestemmingen
Bingo Airways vliegt op een reeks mediterrane bestemmingen
- België
  - Brussel - Brussels Airport
- Bulgarije
  - Boergas - Burgas Airport
  - Varna - Varna Airport
- Duitsland
  - Frankfurt am Main - Flughafen Frankfurt am Main
  - München - Flughafen München Franz Josef Strauß
- Egypte
  - Hurghada - Luchthaven Hurghada
  - Sharm el-Sheikh - Luchthaven Sharm-el-Sheikh
  - Taba - Luchthaven Taba
- Frankrijk
  - Parijs - Aéroport de Paris-Charles de Gaulle
- Griekenland
  - Heraklion - Heraklion International Airport
  - Rhodos - Internationale luchthaven van Rhodos
  - Thessaloniki - Luchthaven Thessaloniki
  - Chania - Luchthaven Chania
- Israël
  - Tel Aviv - Ben Gurion Airport
- Italië
  - Palermo - Luchthaven Palermo
- Kroatië
  - Dubrovnik - Dubrovnik Airport
- Nederland
  - Amsterdam - Luchthaven Schiphol
- Oostenrijk
  - Wenen - Flughafen Wien-Schwechat
- Polen
  - Bydgoszcz - Bydgoszcz Ignacy Jan Paderewski Airport
  - Gdańsk - Luchthaven Gdańsk Lech Wałęsa Hub
  - Katowice - Luchthaven Katowice Hub
  - Krakau - Luchthaven Kraków-Balice Hub
  - Poznań - Poznań–Ławica Airport Hub
  - Warschau - Luchthaven Warschau Frédéric Chopin Hub
  - Wroclaw - Luchthaven Wrocław-Copernicus Hub
- Spanje
  - Fuerteventura - Luchthaven Fuerteventura
  - Lanzarote - Luchthaven Lanzarote
  - Palma de Mallorca - Luchthaven Palma de Mallorca
  - Tenerife - Luchthaven Tenerife Zuid
- Tunesië
  - Enfidha - Luchthaven Enfidha
  - Djerba - Luchthaven Djerba-Zarzis
  - Monastir - Monastir Habib Bourguiba International Airport
- Turkije
  - Antalya - Luchthaven Antalya
  - Bodrum - Luchthaven Bodrum Milas
- Zweden
  - Stockholm - Luchthaven Stockholm-Arlanda

- Zwitserland
  - Genève - Luchthaven Genève
  - Zürich - Flughafen Zürich